# Magnúsarfoss
Der Magnúsarfoss ist ein kleiner Wasserfall im Skaftafell-Nationalpark im Südosten Islands in der Gemeinde  Hornafjörður.
Dieser Wasserfall des Stórilækur (isl. großer Bach) ist der erste unterhalb des Svartifosses, die folgenden heißen Hundafoss und Þjófafoss. Wie der Name des Flusses vermuten lässt, ist es kein mächtiger, wasserreicher Wasserfall. Die Fallhöhe beträgt 9 m bei einer Breite von 2 m. Der Wasserfall liegt am Fußweg vom Informationszentrum Skaftafell zum Svartifoss und ist auch von der Westseite vom Parkplatz zum Svartifoss zu erreichen.

## Elektrizität
Das Besondere an diesem Wasserfall ist ein kleines rekonstruiertes Wasserkraftwerk, das den Hof Bölti seit 1925 mit Elektrizität aus einer Francisturbine bei einer Fallhöhe von umgerechnet 12 m versorgte (Leistung umgerechnet 9 kW). Die Zuführung erfolgte mit Rohren aus Holz, deren Innendurchmesser 10–12 Zoll betrug. Ebenfalls 1925 wurde ein eigenes Wasserkraftwerk (1 kW, Fallhöhe 33 m, Rohrlänge 100 m) für den Hof Hæðir, der weiter östlich liegt, am dortigen Hofbach betrieben. Erst 1973 wurde das Gebiet Öræfi an die allgemeine Stromversorgung angeschlossen.